# 현무문의 변

현무문의 변(玄武門之變)은 626년 7월 2일에 당 고조 이연의 후계자를 두고 발생한 태자 이건성(李建成), 제왕 이원길(李元吉) 세력과 진왕 이세민(李世民) 세력의 정치적, 군사적 충돌이다. 이에 승리한 이세민이 정국을 장악했고, 고조의 양위를 받아 제2대 황제로 즉위하였다.

## 개요
고조 이연은 장남 이건성을 황태자로 삼았다. 그러나 수나라 토벌로 전공을 세운 진왕(秦王) 이세민의 명성이 높아 '천책상장(天策上將)'이라는 칭호를 주고, 태자의 동궁(東宮)에 필적하는 '홍의궁(弘義宮)'을 건축하기에 이르자, 이건성은 황태자의 지위가 흔들리게 되었다.
이세민의 세력을 약화시키려고 한 이건성은, 이세민으로부터 예우를 받던 모신(謀臣) 방현령과 두여회, 울지공 등을 중상모략으로 배제했다. 그 후 이건성의 신하 위징과, 이연의 사남인 제왕(齊王) 이원길(李元吉)이 이세민 암살을 건의하였으며 계속 이세민 암살을 시도하였으나, 모두 실패로 돌아갔다. 이건성은 이원길에게 이세민을 죽이고 난 뒤에는 황태제(皇太弟)로 삼겠다 약속하였다.
이들 형제들은 아버지 이연에게 서로를 음해하고 모함하였다. 이건성은 이연의 후궁 윤덕비를 움직여 이세민에 대한 안 좋은 소문을 퍼뜨리게 하였다. 그 때문에 이연은 이세민을 매우 의심하기 시작하였다.
이 계획을 사전에 파악한 이세민은 처남 장손무기와 방현령, 두여회, 울지공 등을 도사로 변장시킨 뒤 자택에 불러 대책을 협의, 황태자 이건성의 부하로 장안성 태극궁(太極宮)의 북문인 현무문(玄武門)의 수비대장인 상하(常何)를 매수, 무덕(武德) 9년(626년) 7월 2일에 정변을 일으켰다.
그날 이건성은 궁중에 들어오게 되어 있었다. 긴박한 정세 중 태자의 동궁 시위군(侍衛軍)과 사병(私兵)의 호위를 받던 이건성과 이원길이었으나, 궁중에까지 사병을 들일 수는 없었다. 결국 현무문 안에 들어오고 전각인 임하전(臨河殿)에서 이세민 측의 군사의 습격을 받았다. 이세민이 수하 장수들과 병사들을 대동하고 이건성, 이원길 형제에게 나타났다. 이원길은 이세민에게 화살을 세 발이나 쏘았으나 맞히지는 못하였다. 이세민은 형 이건성을 한번에 화살로 쓰러뜨렸다.
맏형의 죽음을 본 이원길은 겨우 도망갔으나 울지공에게 추격당하였고, 바로 숨었으나 울지공에게 들통이 나 화살에 맞아 죽었다. 이세민은 대전으로 가 부황 이연을 알현하였고 형과 아우가 반란을 일으켜 선참후보(先斬後報)하였고 이리 된 것은 모두 부황의 잘못이라 협박하였다. 이연은 너무나 놀라며 이세민에게 모든 병권을 내어주고 별궁에 유폐당하였다.

## 정변 이후
그 후 황제 이연은 3일 뒤인 7월 5일에 이세민을 황태자로 삼고, 2개월 뒤에 그에게 양위하였다. 이세민은 626년 9월 4일에 황제에 올라 당의 제2대 황제 당 태종이 된다.
이건성과 이원길의 가족들은 모두 이세민이 보낸 군사들에게 몰살당하였다. 아들 이세민에게 강제적으로 황위를 내준 태상황 이연은 635년에 죽을 때까지 거의 유폐된 채로 지냈으며 이연에게 이세민에 대한 소문을 퍼뜨린 윤덕비도 처형당하였다. 이건성에게 이세민을 죽이라 했던 위징은 오히려 이세민에게 중용되어 명재상이 되며, 신료들 중 가장 높은 직위인 승상에까지 오르게 된다.

## 같이 보기
- 당나라
- 당 태종
- 당 고조

1. ↑  사실상 찬위(簒位)